# Lichte metaalkokermot
De lichte metaalkokermot (Coleophora trifolii) is een vlinder uit de familie kokermotten (Coleophoridae). De wetenschappelijke naam is voor het eerst geldig gepubliceerd in 1832 door Curtis.
De soort komt voor in Europa.